# (500297) 2012 QT17
(500297) 2012 QT17 es un asteroide que forma parte del cinturón interior de asteroides, descubierto el 8 de agosto de 2012 por el equipo del Pan-STARRS desde el Observatorio de Haleakala, Hawái, Estados Unidos.

## Designación y nombre
Designado provisionalmente como 2012 QT17.

## Características orbitales
2012 QT17 está situado a una distancia media del Sol de 1,832 ua, pudiendo alejarse hasta 1,989 ua y acercarse hasta 1,675 ua. Su excentricidad es 0,085 y la inclinación orbital 22,94 grados. Emplea 906,252 días en completar una órbita alrededor del Sol.

## Características físicas
La magnitud absoluta de 2012 QT17 es 18,6.